# エンター・サンドマン
「エンター・サンドマン」（Enter Sandman）は、アメリカ合衆国のヘヴィメタル・バンド、メタリカが1991年に発表した楽曲。メンバーのうちジェイムズ・ヘットフィールド、ラーズ・ウルリッヒ、カーク・ハメットの3人が共作した。スタジオ・アルバム『メタリカ』からの先行シングルとしてリリースされた。

## 作詞・作曲
カーク・ハメットは、サウンドガーデンのアルバム『ラウダー・ザン・ラヴ』に触発されてギター・リフを作ったが、その時は気に留めず、その後ラーズ・ウルリッヒから「本当に素晴らしい。でも、最初のパートを4回繰り返してみたらどうか」と進言されてリフが完成した。
歌詞は、タイトル通りサンドマンが登場する、メタリカには珍しいファンタジックな内容である。しかし当初は、乳幼児突然死に関する内容で、バンドやマネージメントは、プロデューサーのボブ・ロックを通して、ジェイムズ・ヘットフィールドに緩和するように頼んだ。曲中にはジェイムズ・ヘットフィールドと、プロデューサーのボブ・ロックの息子による祈りの文句が挿入されている。

## リリース
シングルのB面にはクイーンのカヴァー「ストーン・コールド・クレイジー」が収録された。このカヴァーは元々、本シングルに先行して1990年にリリースされたオムニバス・アルバム『Rubáiyát (Elektra's 40th Anniversary)』に収録されていた。また、12インチ・シングルには「ホゥリアー・ザン・ザウ」の未完成ヴァージョンと「エンター・サンドマン」のデモ・ヴァージョンも収録された。
本作よりウェイン・アイシャムがメタリカのミュージック・ビデオを監督するようになった。

## 反響
バンドの母国アメリカでは総合チャートのBillboard Hot 100で16位、『ビルボード』のメインストリーム・ロック・チャートで10位に達して、1991年9月にはRIAAによってゴールドディスクに認定された。また、デジタル部門では2009年12月にプラチナ認定されている。
全英シングルチャートでは5位に達し、バンド初のトップ10入りを果たした。ノルウェーのシングル・チャートでは、1991年には8週連続でトップ10入りして最高2位に達する大ヒットとなり、2007年にも再びチャート入りして8位を記録している。

## 評価
第34回グラミー賞では最優秀ロック・ソング賞にノミネートされた。音楽評論家のクリス・トゥルーはオールミュージックにおいて「カーク・ハメットがぶっつけで書いたトレードマークのイントロは、メタリカ最良の瞬間の一つであり、世界的に認識されている」「発表されるや否や、この曲自体が独り歩きし、メタルのみならず広い意味でのロックにおいて、時代を超えて認められる曲の一つとなった」と評している。
2007年、VH1の番組「The Greatest」における企画「90年代の最も偉大な100曲」では18位にランク・インした。2011年にはイギリスのラジオ局「Rock Radio」が選出した「トップ500ソング・オブ・オール・タイム」で1位に輝いた。また、2011年3月にはギブソン公式サイトが発表した「トップ50メタル・ソング」で18位にランク・イン。2021年版ローリング・ストーンの選ぶオールタイム・グレイテスト・ソング500では390位にランク・インしている。

## 大衆文化における使用例
- 「エンター・サンドマン」は、2007年発売の音楽ゲーム『ロックバンド』で使用された[24]。
- ニューヨーク・ヤンキースのマリアノ・リベラは1999年より「エンター・サンドマン」を登場曲として使用している。
しかしこれはリベラ自身が選曲したわけではなく、ヤンキースタジアムの音楽係が勝手に選んだものである。因みにリベラ自身は敬虔なクリスチャンであり、コンテンポラリー・クリスチャン・ミュージックを好む。
2013年9月には、ヤンキー・スタジアムで行われたリベラを称える式典において、メタリカがこの曲をライヴ演奏した[25]。この演奏の直後にニューヨーク証券取引所で演説を行った安倍晋三内閣総理大臣が演説内でこのことに言及している[26]。
- アメリカのプロレスラー、サンドマンはECW時代、入場テーマとしてこの楽曲を使用していた。後にWWEによって復活した同ブランドにも参戦したが、そのときはこの楽曲が使用できず、別の楽曲を入場テーマとしていた。
- バージニア工科大学のスポーツチームは、アメリカンフットボールの試合では選手入場前に、バスケットボールの試合ではティップオフ前に、この楽曲を流している。またその間、観客を始めその場にいる全員が飛び跳ねることが有名である。
- タモリ倶楽部のコーナー「空耳アワー」でこの楽曲が取り上げられ、歌詞の「Till the sandman he comes」部分が「千代田生命に行こう」に聞こえるとされていた。
- 横浜DeNAベイスターズの2016年ホームゲームでは、この楽曲がメンバー表交換時に流されていた。[27][28]

## カヴァー
- アル・ヤンコビック - アルバム『Off the Deep End』（1992年）に収録されたメドレー「Polka Your Eyes Out」の一部としてカヴァー[29]。
- ディ・クルップス - メタリカのカヴァー・アルバム『A Tribute to Metallica』（1992年）に収録。
- アポカリプティカ - アルバム『メタリカ・クラシックス』（1996年）に収録。
- パット・ブーン - カヴァー・アルバム『In a Metal Mood: No More Mr. Nice Guy』（1997年）に収録[30]。
- モーターヘッド - オムニバス・アルバム『ECW: Extreme Music』（1998年）に提供[31]。2023年5月8日には、配信シングルおよび7インチシングル、またEP『ENTER SANDMAN EP』として発売された[32]。
- セパルトゥラ - カヴァーEP『レヴォルソングス』（2002年）に「ファイト・ファイアー・ウィズ・ファイアー」とのメドレーをボーナス・トラックとして収録[33]。
- リチャード・チーズ（英語版） - カヴァー・アルバム『Aperitif for Destruction』（2005年）に収録。
- ポール・ヤング - カヴァー・アルバム『Rock Swings (On the Wild Side of Swing)』（2006年）に収録[34]。
- ビータリカ - アルバム『サージェント・ヘットフィールズ・モーターブレス・パブ・バンド』（2007年）に、ビートルズの「タックスマン」と組み合わせた「サンドマン」として収録[35]。
- POLYSICS - カヴァー・アルバム『METAL-IKKA〜メタル一家』（2008年）に収録[36]。